# Benedetta Scuderi
Benedetta Scuderi est une femme politique italienne, élue députée européenne en juin 2024.

## Biographie
En 2021, Benedetta Scuderi rejoint la Fédération des Jeunes Verts européens, d'abord comme membre de l'exécutif, puis à partir de 2022 comme co-porte-parole.
En février 2024, elle perd les élections internes pour être est désignée comme co-tête de liste des Verts européens pour les élections européennes de 2024 au profit de l'allemande Terry Reintke  et du Néerlandais Bas Eickhout,.
Candidate lors des élections européennes de 2024 en Italie, Benedetta Scuderi est élue députée européenne et siège au parlement européen avec le groupe des Verts/Alliance libre européenne.